# Остання дорога
Остання дорога (рос. Последняя дорога) — радянський художній фільм 1986 року.

## Сюжет
Фільм оповідає про останні часи життя російського поета Олександра Пушкіна. Картина реконструює події до і після пушкінської дуелі…

## У ролях
- Юрій Хомутянський —   Пушкін
- Олександр Калягін —   Жуковський
- Вадим Медведєв —   Вяземський
- Ірина Купченко —   Віра Вяземська
- Олена Караджова —   Наталя Гончарова
- Інокентій Смоктуновський —   барон Геккерн
- Гедімінас Сторпірштіс —  Дантес
- Андрій Мягков —   Дубельт
- Анна Каменкова —   Олександра Гончарова
- Сергій Сазонтьєв —   Данзас
- В'ячеслав Єзепов —   Олександр Тургенєв
- Альберт Філозов —   Уваров
- Іван Краско —  корнет Ракєєв
- Всеволод Кузнецов —  Вереянов
- Сергій Жигунов —  Чичерін
- Михайло Глузський —  підполковник Шишкін
- Ольгерт Кродерс —   Нессельроде
- Римма Маркова —  мадам Нессельроде
- Олександр Романцов —  кавалергард
- Петро Шелохонов —  Стефанович
- Віктор Шульгін —  Микита Козлов
- Володимир Матвєєв —  секретар Дубельта
- Рем Лебедєв —   Арендт
- Олег Казанчеєв —   д'Аршіак
- Олена Івочкіна —   Катерина Гончарова
- Валерій Доронін —  Микола I
- Віктор Бичков —  Павло, слуга

## Знімальна група
- Режисер-постановник — Леонід Менакер
- Сценаристи — Яків Гордін, Леонід Менакер
- Оператор-постановник — Володимир Ковзель
- Композитор — Андрій Петров
- Художник-постановник — Марксен Гаухман-Свердлов
- Художник-декоратор — Віра Зелінська
- Монтажер — Ірина Руденко
- Звукооператор — Оксана Стругіна